# Браян Тай
Браян Тай (13 квітня 1988) — сінгапурський плавець.
Учасник Олімпійських Ігор 2008 року.
Переможець Ігор Південно-Східної Азії 2005, 2007 років.